# Platydesmus reimoseri
Platydesmus reimoseri är en mångfotingart som först beskrevs av Carl Graf Attems 1951.  Platydesmus reimoseri ingår i släktet Platydesmus och familjen Platydesmidae. Inga underarter finns listade i Catalogue of Life.